# Frank Milano
Frank P. Milano (* in Yonkers, New York) ist ein US-amerikanischer Jurist und Politiker.

## Werdegang
Frank P. Milano, eines von vier Kindern von Carmella und Frank Milano, wurde im Westchester County geboren. Über seine Jugendjahre ist nichts bekannt. Irgendwann studierte er Jura und erhielt dann seine Zulassung als Anwalt. Milano war mehrere Jahre lang in der Administration von George Pataki als Gouverneur von New York tätig und zwar als First Deputy Secretary of State und General Counsel. Während dieser Zeit fungierte er nach dem Rücktritt von Randy Daniels vom 23. September 2005 als kommissarischer Secretary of State von New York. Er hielt den Posten bis zur Ernennung von Christopher Jacobs zum neuen Secretary of State im April 2006. Milano war nebenberuflich als Town Judge in Bethlehem (New York) tätig, einem Vorort von Albany (New York). Der Gouverneur Pataki nominierte ihn dann für den Richterposten am New York Court of Claims. Am 21. Juni 2006 wurde er durch den Senat von New York für eine neunjährige Amtszeit bestätigt.